# Battaglia al largo di Lizard Point
La battaglia al largo di Lizard Point fu uno scontro navale che ebbe luogo il 18 febbraio 1637 al largo della costa della Cornovaglia, in Inghilterra, durante la guerra degli ottant'anni. L'ammiraglio spagnolo Miguel de Horna, comandante dell’armada delle Fiandre, intercettò un importante convoglio anglo-olandese di 44 vascelli scortati da sei navi da guerra, distruggendo o catturando 20 di esse e ritornando quindi alla base in Danimarca.

## Antefatto
All'inizio del 1636, l'ammiraglio fiammingo Jacob Collaert, comandante dell’armada delle Fiandre, la flotta presso Dunkirk, venne sconfitto da cinque navi da guerra della flotta olandese al comando del capitano Johan Evertsen. Il suo galeone e un altro vascello vennero affondati dopo un combattimento lungo la costa francese presso Dieppe e venne catturato assieme a 200 marinai. Dopo uno scambio di prigionieri, lo stesso ammiraglio morì di malattia ad La Coruña poco dopo. Il navarrese Miguel de Horna lo rimpiazzò. Horna diede pure prova di essere un comandante dotato e distrusse tre grandi convogli nemici in meno di due anni a Capo Lizard, a Mardyck a lungo il canale della Manica.

## La battaglia
Miguel de Horna salpò da Dunkirk il 18 febbraio, al comando di uno squadrone di cinque navi e due fregate per attaccare una flotta di pescherecci olandesi e compromettere delle vie commerciali. I suoi capitani erano il basco Antonio de Anciondo, i fiamminghi Marcus van Oben e Cornelis Meyne, e i castigliani Antonio Díaz e Salvador Rodríguez. Dopo la cattura di un mercantile sotto il fuoco delle batterie costiere di Calais, lo squadrone spagnolo attraversò il canale della Manica. Un convoglio olandese di 28 mercantili olandesi e 16 inglesi, scortati da sei navi da guerra olandesi, venne avvistato al largo di Lizard Point, lungo la costa della Cornovaglia. Le navi da guerra spagnole procedettero rapidamente all'attacco, avvicinandosi al convoglio nemico sotto pesante fuoco delle navi di scorta.
Poco dopo il convoglio di scorta venne attaccato dagli spagnoli, ma l'ammiraglia olandese si trovò subito in difficoltà perché danneggiata a tal punto da non poter utilizzare i propri cannoni pesanti. La nave di Antonio Díaz riuscì ad abbordare la nave e a catturarne la bandiera, ma l'assalto venne respinto. Un secondo tentativo dalla nave di Horna durò mezz'ora, fallendo anch'esso, ma con l'aiuto di una terza nave sotto il comando di Cornelis Meyne, l'ammiraglia olandese venne infine catturata. Anche se i mercantili utilizzarono i cannoni a bordo delle loro navi, tre di loro affondarono. I restanti due si arresero e vennero catturati. Le navi del convoglio si dispersero e cercarono di fuggire individualmente, grazie al fumo della battaglia e sfruttando l'oscurità. A ogni modo, 14 navi caddero nelle mani degli spagnoli e vennero portate a Dunkirk con tre altre navi da guerra catturate.

## Conseguenze
Horna tgornò a Dunkirk con 17 navi catturate piene di munizioni e rifornimenti. Evitò il viceammiraglio olandese Philips van Dorp che era stato inviato a intercettare 20 navi da guerra. Dorp tentò un blocco alla flotta spagnola nel porto, ma Horna fu in grado di continuare le sue campagne senza difficoltà. A luglio, abbordò due convogli olandesi presso Bordeaux, catturando 12 navi e 125 cavalli. Venne catturato anche l'ambasciatore di Venezia diretto ad Amsterdam, oltre a 14 navi della flotta della Compagnia olandese delle Indie orientali e otto navi che portavano doni per Luigi XIII di Francia.